# Ilha de São Paulo (Malta)
Ilha de São Paulo (também conhecida como Selmunett, em maltês:  Il-Gżejjer ta' San Pawl) é uma pequena ilha próxima a Selmun, a nordeste da ilha de Malta. A ilha de São Paulo às vezes parece dividida em duas quando o mar está agitado. Permanece desabitada desde que o único fazendeiro de lá abandonou as terras que possuía e sua minúscula habitação décadas atrás, tornando-a a maior ilha desabitada de Malta. Tem 10 hectares.
Os Atos dos Apóstolos contam a história de como Paulo de Tarso havia naufragado em uma ilha, que os estudiosos identificaram como sendo Malta, quando ia para Roma enfrentar as acusações que lhe haviam sido feitas. Tradicionalmente, a baía de São Paulo e, especificamente, a ilha de São Paulo são identificadas como o local desse naufrágio. Na ilha encontra-se uma proeminente estátua do santo, erigida em 1845.